# クイズ!国民一斉調査
『クイズ!国民一斉調査』（クイズ!こくみんいっせいちょうさ）は、日本テレビほかで2022年から不定期で放送されているクイズバラエティ番組である。

## 概要
延べ10万人を対象に、アンケートの結果をもとにクイズを出題する内容。

## 出演者

### MC
- 川島明（麒麟）
- 佐々木希

### 回答者
1月と7月スタートの日テレドラマの出演者の皆さん。
クイズ!イレイサー
第1回
第2回
第3回
第4回
第5回
第6回

## ネット局
関東広域圏日本テレビ
一部地域では臨時に放送時間を変更する場合がある。
第5回は、読売テレビのみプロ野球中継のため、2024年7月9日の20:59 - 21:54に1時間短縮版を放送し、2時間通常版は7月14日の15:00 - 17:00に遅れネット放送された。

## スタッフ
- 演出：前田大輔（第7回）
- 企画(第7回)：冨永琢磨（第7回、第1-6回は演出）
- 構成：酒井健作（第1,2,4回-）、丸山コウジ（第1回-）、芦沢忠助教授（第1回-）、エモペイ（第7回）
- ナレーター：あおい洋一郎（第7回）
- TM：小椋敏宏（第5回-）
- SW：蔦佳樹（第1,2,4,6回-）
- CAM：島田佳奈（第3回-）
- MIX：梓沢曜平（第4回-）
- VE：古手川大（第1,2,4回-）
- 照明：池長正宏（第1回-）
- 大道具：清水綾乃（第4,6回）
- 小道具(第3回-)：森川望実（第4回-）
- 電飾：下地邦弥（第5回-）
- 美術プロデューサー：稲本浩（第4回-）
- デザイン：山根茉子、田澤奈津美（共に第7回）
- メイク：奥松かつら（第1-3,6回-）
- 編集：田中宏弥（第1回-）
- MA：安部結莉香（第7回）
- 音効：岡田淳一（第1回-）
- CG：森三平（第1回-）
- イラスト(第4回-)：カネシゲ（第7回）、森本レオリオ（第7回）、BUSON（第4回-）
- 協力：NiTRO、日テレアート、ヌーベルアージュ（共に第1回-）、インターナショナルクリエイティブ（第7回、第6回は技術協力）
- リサーチ・アンケート：フォーミュレーション（第2回-、第1回はアンケート協力）
- 画像協力：アフロ（第1回-）
- カラオケ音源協力(第7回)：DAM（第7回）
- 撮影協力(第7回)：カラオケまねきねこ（第7回）
- 統計監修：鳥越規央（第2回-、江戸川大学客員教授）
- デスク：小林祐子（第1回-）
- TK：山沢啓子（第1回-）
- チーフディレクター：川口順也（第4回-）、小山貴広（第1回-）
- ディレクター：後藤駿介（第4回-）、狩野紀明（第2,4回-）、辻川稜（第7回）、菅瑠梨（第7回）、菅原有太（第4回-）、杉浦智（第7回）/伊藤秀明（第7回）、武澤龍佑（第7回）、堀川美由希（第7回）、林瑞歩（第7回）、秋田理沙（第7回）、平田真吾（第7回）
- プロデューサー：川口信洋（第3回-）、藤田志帆（第1回-）、岡崎祐美（第4回-）/小澤亜都沙（第1,3回-）、鵜沼栞（第7回）、越山結希（第7回）
- チーフプロデューサー：大橋邦世（第7回）
- 製作著作：日本テレビ

### 過去のスタッフ
- 構成：佐藤満春（第3回）、ビル坂恵、平川達矢（共に第4回）、髙柳浩平（第4-6回）、宇都木彩乃（第5回）、須毛原淳（第6回）
- ナレーター：木村昴（第1回）、朝倉崇（第2回）、服部伴蔵門（第3回）、真地勇志（第4-6回）
- TM：望月達史（第1,2回）、村上正（第3,4回）
- SW：矢作陽一（第3,5回、第1,2回はCAM）
- MIX：蔭山友紀子（第1,2回）、林英毅（第3回）
- VE：向山江梨佳（第2回）、横山秀樹（第3回）
- 大道具：大川啓介（第1-3,5回）
- 小道具(第3回-)：前田睦美（第3回）
- 電飾：橋本真紀（第1回）、東村歩実（第2-4回）
- 美術プロデューサー：木村武史（第1-3回）
- デザイン：大住啓介（第1-5回）、北原龍一（第6回）
- メイク：豆崎雪乃（第4回）、星野沙紀（第5回）
- 編集：馬木幸輝（第1回）、前川幸輝（第2回）
- MA：小田嶋広貴（第1回）、植木俊彦（第2-6回）
- 撮影協力：NORA HAIR SALON（第1回）、南房総やまと寿司、古着屋JAM、ライフスピリッツ株式会社、つきじ魚惣（共に第2回）、浅草ひさご通り商店街協同組合（第3回）
- 画像協力：イメージマート（第2-6回）、PIXTA、古美術もりみや（共に第3回）、毎日新聞社（第4回）、AFP、AP、日刊スポーツ（共に第4,5回）、ロイター（第4-6回）、日刊現代（第6回）
- 協力(第6回)：JOYSOUND（第6回）
- イラスト(第4回-)：Clcada（第4,5回）、YELLOW（第5回）、Willage（第6回）
- ディレクター：村田真之、池上雄哉/酒井俊也、山本えみり、大住一真、崎凌、佐賀太一（共に第1回）、西岡伊吹（第1,3回）、中村遼（第1,3,4,6回）、吹上輝、小浦舜/藤島礼華、小室寛太、中村雄大、深田悦代、齋藤美空（共に第2回）、垣見麻里子（第2,3回）、小見早苗、内山智紘、飛田一充（共に第2-4回）、伊差川竜也（第2,4回）、安井知沙、東紗矢香、西村紗姫（共に第3回）、赤坂有紀（第3,4回）、丸山悟志、相馬凌也（共に第4回）、松原凱人（第4,5回）、浅香雄高（第4,6回）、丹野祐貴、河原木萌、出ッ所彩、稲葉柚香（共に第5回）、丹羽貫汰（第5,6回）、潮和徳、木村紗菜、前美優（共に第6回）
- プロデューサー：杉山直樹（第1,2回）、一色彩加（第4回）/豊田由佳梨（第1回）/池田千草、八幡亜未（池田・八幡→第2回）、豊田侑吏恵（第1-3回）、本河隆志（第4回、第1,2回はディレクター）、赤津未奈（第4-6回）
- チーフプロデューサー：江成真二（第1,2回）、渡邊政次（第3,4回）、石村修司（第5,6回）
- 制作協力：THE WORKS（第1-5回）